# Düsenspirale
Die Düsenspirale war das erste Fahrgeschäft von Anton Schwarzkopf Jr. Es war eine überdachte Achterbahn, die 1957 nach zweijähriger Bauzeit in Betrieb gehen konnte. Sie hatte sechs Fahrzeuge, in denen vier Personen Platz hatten, jeweils zwei hintereinander sitzend. Die Wagen hatten einen Eigenantrieb und erreichten eine Geschwindigkeit von bis zu 40 km/h. Die Schienenlänge betrug ca. 320 m.
Erster Besitzer der Anlage war der Schausteller Gottlieb Löffelhardt, der später zusammen mit Richard Schmidt das Phantasialand gründete. Durch die langjährige Freundschaft zwischen Anton Schwarzkopf und Gottlieb Löffelhardt entstand somit auch die erste Stahlachterbahn mit Gliederzug (5-gliedrig) im Phantasialand und noch viele weitere Fahrgeschäfte von Schwarzkopf wie zum Beispiel die Gondelbahn "1001 Nacht", Geister Rikscha, Phantasialand-Jet und Silbermine. Gottlieb Löffelhardt wurde anfangs von Anton Schwarzkopf und seinem Bruder Franz Schwarzkopf auf der Reise unterstützt, um den Auf- und Abbau sowie den Betrieb dieser komplexen Anlage zu gewährleisten. Löffelhardt  betrieb die Düsenspirale bis 1960. Von 1961 bis 1962 war der Schausteller Klein aus Berlin Besitzer der Anlage. Ab 1964 stand das Fahrgeschäft dann im Wiener Prater. 1968 wurde die Düsenspirale nach Polen verkauft, danach nach Ungarn. Der heutige Verbleib der Düsenspirale ist ungewiss. Es ist davon auszugehen, dass die Anlage verschrottet wurde.